# Annales pontificum
Els Annales pontificum eren a l'antiga Roma una col·lecció de textos que contenien el registre d'alguns fets importants de la vida de la ciutat. El Pontifex Maximus era l'encarregat de redactar-los i ho feia en començar l'any sobre una pissarra neta de tot text, anomenada tabula dealbata que tenia forma de calendari. Al final de cada any, l'escrit que contenia es transcrivia a pergamí i passava a formar part dels Annals o cròniques dels pontífexs. Cap a finals del segle ii aC, totes aquestes cròniques van ser ordenades i publicades als nomenats Annales maximi.
Segons Cató el Vell, als Annales Pontificum no es trobava informació útil per als historiadors, atès que allà únicament es relataven períodes de crisi econòmica, eclipsis i d'altres fenòmens, no havent-hi en ells dades sobre temes polítics o militars. Ciceró va afirmar que aquests Annals contenien molta més informació i de forma especial de tipus militar o polític. Momigliano diu que aquesta diferència es pot explicar pel fet que Cató parla dels Annales abans de l'edició publicada; Ciceró i Servi s'hi refereixen després de la seva publicació –que hauria estat una cosa més que una mera transcripció i, de fet, hauria estat una feina científica–. Per verificar-ho, Momigliano recorda que Ciceró es referia a una edició dels Annales que contenia la història de Roma «des de l'inici dels assumptes romans» i fins i tot abans, i que aquesta informació no podia haver estat redactada per Ròmul. Per tant, un editor hauria afegit aquests comunicats del document, amb el que tracta de provar que hi va haver una feina major que la de transcripció en el llibre que coneixia.